# Firefox Portable
Mozilla Firefox, Portable Edition (過去名：Portable Firefox、通称:Firefox Portable)とはMozilla Firefoxのリパッケージバージョンでジョン・T・ハラーが製作した。FirefoxをWindows、Wineが動くUnixのコンピュータでUSBメモリやCD-ROMなどポータブルデバイスから起動することができる。Firefoxをコンピュータにインストールする必要がなければ、ハードディスクにインストールされるバージョンのFirefoxの場合に残ってしまう個人情報も残さない。
Windows 7、8、10、11、Unix系システム上のWineで動作する。最新バージョンではWinPE XP、BartPE XPとの互換性に深刻な問題を持っているが、2.0.0.20以前のバージョンではMicrosoft Windows 98、Me、PE XP、2000で動作する。

## Mozilla Firefoxとの違い
エクステンションや自動アップデートといったMozilla Firefoxの全機能を使用できる。また、フラッシュドライブに書き込む回数を減らす改良も施されている。かつてバージョン2.0ではウェブキャッシュやブラウザ履歴機能は削除されていた。Mozillaとのライセンス契約の関係で終了時にクッキーやダウンロード履歴を削除する機能はデフォルトではオフになっている。
個人設定、ブックマーク、インストールされたエクステンションやテーマはFirefox Portableが入っているフラッシュドライブに保存されていて、ユーザーはアプリケーション設定を失うことなくコンピュータ間を移動することができる。FlashやShockwaveといったプラグインは通常の使用法ではインストールすることは出来ないが、ローカルインストールからプラグインファイルを適切なポータブルフォルダにコピーをすることで使用できる。

## 機能
- ランチャー – 外部プログラム(MIMEタイプ)のためのパス調整、ローカルホームページ向けのパス調整、ドライブを移行するためのコンポーネントレジストリのインテリジェンスレクリエーション、特定のインスタンスにおける特定のレジストリキーのバックアップと復元、特定のインスタンスにおけるフォルダとディレクトリのクリーニング、非ポータブルエクステンションのポータブル化のためのエクステンションの複数の設定を調整といった複数の機能を呼び出す[4]
- デフォルトプロフィール – Firefoxのディレクトリにあるデフォルトプロフィールを設定ごとポータブル版に最適化する[4]
- 既定ブラウザではない場合のチェック – 起動時にFirefoxが既定ブラウザになっている場合チェックしない[4]
- ダウンロードプロンプト - Firefoxはダウンロード時に確認ダイアログを出す[4]
- ディスクキャッシュなし - ディスクサイズやディスクへの書き込み回数を減らすためにブラウザキャッシュを保存することはない[4]
- アップロードプロンプト - フラッシュドライブ上でブラウザをアップデートするのは非常に時間がかかるため、アップデートが来たら更新するか尋ねる[4]

## 問題
- アドオンやエクステンションのインストールに時間が掛かる[5]
- フラッシュドライブへの頻繁な読み書きはドライブの寿命を縮める[5]
- 複数のプロフィール保存に対応していなかった（公式のFirefoxでは隠し機能になっている）が、PortableApps.comは複数のプロフィール保存に対応したバージョンを公開した[6]